# Uniwersytet Ca’ Foscari
Uniwersytet Ca’ Foscari (wł. Università Ca’ Foscari Venezia) – włoska publiczna uczelnia wyższa z siedzibą w Wenecji.
Zaczątkiem uczelni była Królewska Szkoła Handlowa (Regia Scuola Superiore di Commercio), powołana dekretem  6 sierpnia 1868 roku. Siedzibą szkoły był pałac Ca’ Foscari, od którego uczelnia przyjęła nazwę. 1 października 1936 rok szkoła została poddana nadzorowi Ministerstwa Edukacji i zmieniła nazwę na Istituto Universitario di Economia e Commercio (Uniwersytecki Instytut Ekonomii i Handlu). Ponieważ historyczne centrum Wenecji nie było objęte działaniami wojennymi, Instytut funkcjonował nieprzerwanie również w czasie II wojny światowej. W 1954 roku powołano Wydział Filologiczny (Facoltà di lingue). Formalny status uniwersytetu uczelnia uzyskała w 1968 roku, rok później powołano Wydział Humanistyczny oraz Chemiczny